# Hai, sari!
Hai, sari! (engleză Jump In!) este un Film Original Disney Channel, care și-a făcut premiera pe 12 ianuarie 2007, în Statele Unite. În România, premiera a avut loc pe 25 decembrie 2009, la Disney Channel, cu ocazia Crăciunului. 
Filmul îi are în rolurile principale pe Corbin Bleu, din seria High School Musical și pe Keke Palmer, din Akeelah și cuvintele.
Filmările au avut loc între lunile Iunie-Iulie ale anului 2006, în Toronto, Canada.

## Rezumat
Izzy Daniels (Corbin Bleu) este un boxer în vârstă de 17 ani, fiul unui fost boxer amator. Într-o zi, Izzy o duce pe sora lui, Karin, în vârstă de 8 ani, la o competiție Double Dutch. La aceasta participă echipa Joy Jumpers, formată din vecina lui Izzy, Mary (Keke Palmer), alături de prietenele sale, Shauna, Kiesha și Yolanda.
Izzy obișnuia să le ironizeze pe fete, în timp ce practicau acest sport, dar pe parcursul competiție, își dă seamă că îi place. 
Joy Jumpers se califică în finale, dar când Yolanda părăsește echipa de Double Dutch, în favoarea unei echipe rivale, fetele îi cer lui Izzy să-i ia locul, descoperind că are reale calități pentru acest sport. Acesta refuză, în prima fază, gândindu-se ce ar putea crede prietenii săi, dar în final acceptă, cu o singură condiție: repetițiile să aibă loc după școală, în sala de box a tatălui său, unde nimeni nu-i poate vedea. 
Între timp, Izzy are un meci de box cu rivalul său de la școală, Rodney Tyler. Izzy îl învinge, dar Rodney nu acceptă și îl provoacă pe Izzy la o revanșă. Izzy nu acceptă revanșa, preferând să repete pentru competiția de Double Dutch. Izzy le spune fetelor că ar dori să facă, permanent, parte din echipa lor, acestea fiind de acord. Echipa își schimbă numele în Hot Chilli Steppers. Izzy si Mary încep să se înțeleagă și eventual, se îndrăgostesc. Rodney îl zărește pe Izzy repetând, face niște fotografii și le expune peste tot în școală, făcându-l de râs. Mary încearcă să-l convingă pe Izzy să nu părăsească echipa, dar Izzy o ingnoră, și nu-și mai dorește să facă nimic cu ele. 
Singura fată boxer, Tammy, îl înțelege pe Izzy, și dicută despre cum nu a renunțat la box, în ciuda faptului că ceilalți băieți o necăjeau.
Între timp, Mary, Keisha și Shauna merg la competiție, dar fără Izzy alături se simt descurajate. Izzy apare la competiție, își cere scuze și turnamentul începe. Hot Chili Steppers câștigă primul loc, învingându-le pe fetele de la Dutch Dragons. După competiție, Izzy îl observă pe Rodney în mulțime, hotărând să încheie conflictul. Izzy câștigă respectul 
tatălui său și iubirea lui Mary.
Naratorul poveștii a fost Rodney. Filmul a fost descris ca o poveste spusă de Rodney unor copii. Acesta a afirmat că Izzy și Mary sunt acum un cuplu. Filmul se termniă cu Izzy învățându-l pe tatăl său să sară coarda, ajutat de Karin, Mary și celelalte fete.

## Distribuția
| Actor                | Rol                    |
| -------------------- | ---------------------- |
| Corbin Bleu          | Isadore "Izzy" Daniels |
| Keke Palmer          | Mary Thomas            |
| David Reivers        | Kenneth Daniels        |
| Shanica Knowles      | Shauna Lewis           |
| Patrick Johnson, Jr. | Rodney Tyler           |
| Laivan Greene        | Kiesha Ray             |
| Kylee Russell        | Karin Daniels          |
| Rebecca Williams     | Tammy Lewis            |
| Jajube Mandiela      | Yolanda Brooks         |
| Micah Williams       | L'il Earl Jackson      |

## Personaje
- Izzy Daniels - Isadore "Izzy" Daniels (Corbin Bleu), este protagonistul filmului, un tânăr boxer care se alătură trupei de Double Dutch a vecinei sale, Mary. Inițial, Mary îi displăcea lui Izzy deoarece mereu îl supăra. Acesta se zbate să țină piept viselor tatălui său, după moartea mamei sale. După un timp, Izzy se îndrăgostește de Mary. Rivalul lui este Rodney Tyler. Rodney nu-i displace lui Izzy, dar nu acceptă felul în care îl tratează. Izzy încearcă să-l ajute pe Rodney, dar comportamentul brut al acestuia a iscat conflictul.

- Kenneth Daniels - (David Reivers) Tatăl văduv a lui Izzy. Acesta își dorește ca Izzy să devină un boxer profesionist.

- Mary Thomas - (Keke Palmer) Al doilea personaj principal, fata din vecini, membră a unei trupe de Double Dutch. Aceasta este îndrăgostită în secret de Izzy, dar mereu o neagă. Încearcă să ascundă acest lucru, insultându-l fără motiv. Sentimentele ei ies la iveală, când îl sărută pe Izzy.

- Shauna & Kiesha - (Shanica Knowles și Laivan Greene) sunt prietenel loiale ale lui Mary și fac parte din trupa ei de Double Dutch. Ele știu despre secretul lui Mary și, ocazional, o menționează. Când Mary neagă acest lucru, ele știu că minte.

- Rodney Tyler - (Patrick Johnson, Jr.) Rodney este antagonistul filmului, bătăușul școlii și al cartierului. Acesta a concurat împotriva lui Izzy la un meci de box, dar a pierdut. Acesta provine dintr-o familie săracă. Mai târziu, acesta a realizat ce este bine și a venit la concursul de Double Dutch, unde a participat Izzy. În final, băieții au devenit buni prieteni.

- Karin Daniels - (Kylee Russell) Karin este sora mai mică a lui Izzy. Este foarte prietenoasă dar și autoritară, uneori. Karin o admiră pe vecina ei, Mary.

## Producția
Inițial, a fost stabilit ca rolul principal să fie jucat de Raven Symoné și de a fi numit Double Dutch. Din motive necunoscute, filmul a fost restructurat și a fost numit Hai, sări! (Jump In!), cu Corbin Bleu.
Hai, sări! este al 69-lea Film Original Disney Channel, iar producția a început în 2006. Alte titluri posibile pentru film au fost "Jump", "Jump In" și "Jump Start", trailere mai vechi promovau filmul sub titlul de "Jump Start".
În film, grupul din care Izzy Daniels face parte este numit Hot Chili Steppers, o parodie a trupei rock Red Hot Chili Peppers. 
Promovarea filmului a început în vara anului 2006, cu un poster apărut în timpul turneului High School Musical. Reclamele subliniau asocierea lui Corbin Bleu cu filmul High School Musical. Videoclipuri din film au fost difuzate în sitem heavy rotation pe Disney Channel, în Statele Unite. 
Corbin Bleu a devenit foarte bun la sărituri, și chiar a executat câteva sărituri proprii, dar a avut o dublură pentru săriturile mai complicate. Pe parcursul competiție finale, o trupă de Double Dutch reală, din Brooklyn a avut o apariție cameo. Întâmplarea făcea ca trupa respectivă să fie în Toronto pentru un turneu, în același timp când se filma filmul.  

## Reacții
Hai, sări! a doborât recordul stabilit anterior de către Felinele 2: Aventuri în Spania ca cea mai de succes premieră a unui Film Original Disney Channel, cu 8,2 milioane de telespectatori.
La acel timp, filmul a marcat al doilea succes a lui Corbin Bleu, la Disney Channel. În 2007, filmul a fost sublcasat de High School Musical 2 (Corbin Bleu a jucat, de asemena), care a obținut 17,24 de telespectatori, făcându-l al doilea succes a lui Bleu, la Disney Channel.

## Coloana sonoră

Coloana sonoră Hai, sări!

Un album cu coloana sonoră din film a fost lansat pe data de 9 ianuarie 2007, în Statele Unite. A debutat în topul Bilboard 200, pe locul 5, pe 17 ianuarie 2007, cu 49 000 de copii vândute, urcând pe locul 3 în următoarea săptămână, cu 57 000 de copii. În următoarea săptămână, a coborât pe locul 9, cu 44 000 de copii vândute. În martie 2007, albumul a fost certificat Gold, de RIAA. 
Frank Fitzpatrick a compus partitura originală a filmului și a scris și produs 2 cântece pentru coloana sonoră, inclusiv "Jump to the Rhythm", cântată de Jordan Pruitt.

### Lista cântecelor
1. "It's On" - NLT
2. "It's My Turn Now" - Keke Palmer
3. "Push It to the Limit" - Corbin Bleu
4. "Vertical" - T-Squad
5. "Where Do I Go From Here" - Sebastian Mego
6. "Jump to the Rhythm" - Jordan Pruitt
7. "Jumpin’" - Keke Palmer
8. "Go (Jump! Mix)" - Jupiter Rising
9. "I’m Ready" - Drew Seeley
10. "Gotta Lotta" - Prima J
11. "Live It Up" - Jeannie Ortega
12. "Jump" - Lil' J
13. "Let It Go" - Kyle